# بيل ماكجيل
بيل ماكجيل (بالإنجليزية: Bill McGill)‏ هو لاعب كرة قاعدة أمريكي، ولد في 29 يوليو 1880 في غالفا في الولايات المتحدة، وتوفي في 7 أغسطس 1959 في ألفا في الولايات المتحدة.

## وصلات خارجية
- بيل ماكجيل على موقعبيزبول رفرنس.كوم (الدوري الرئيسي) (الإنجليزية)
- بيل ماكجيل على موقعبيزبول رفرنس.كوم (الدوري الثانوي) (الإنجليزية)